# MTV Europe Music Awards 2010
Gli MTV Europe Music Awards 2010 si sono tenuti il 7 novembre 2010 a Madrid in Spagna alla Caja Mágica e di fronte alla Puerta de Alcalá.
L'evento è stato presentato dall'attrice Eva Longoria.

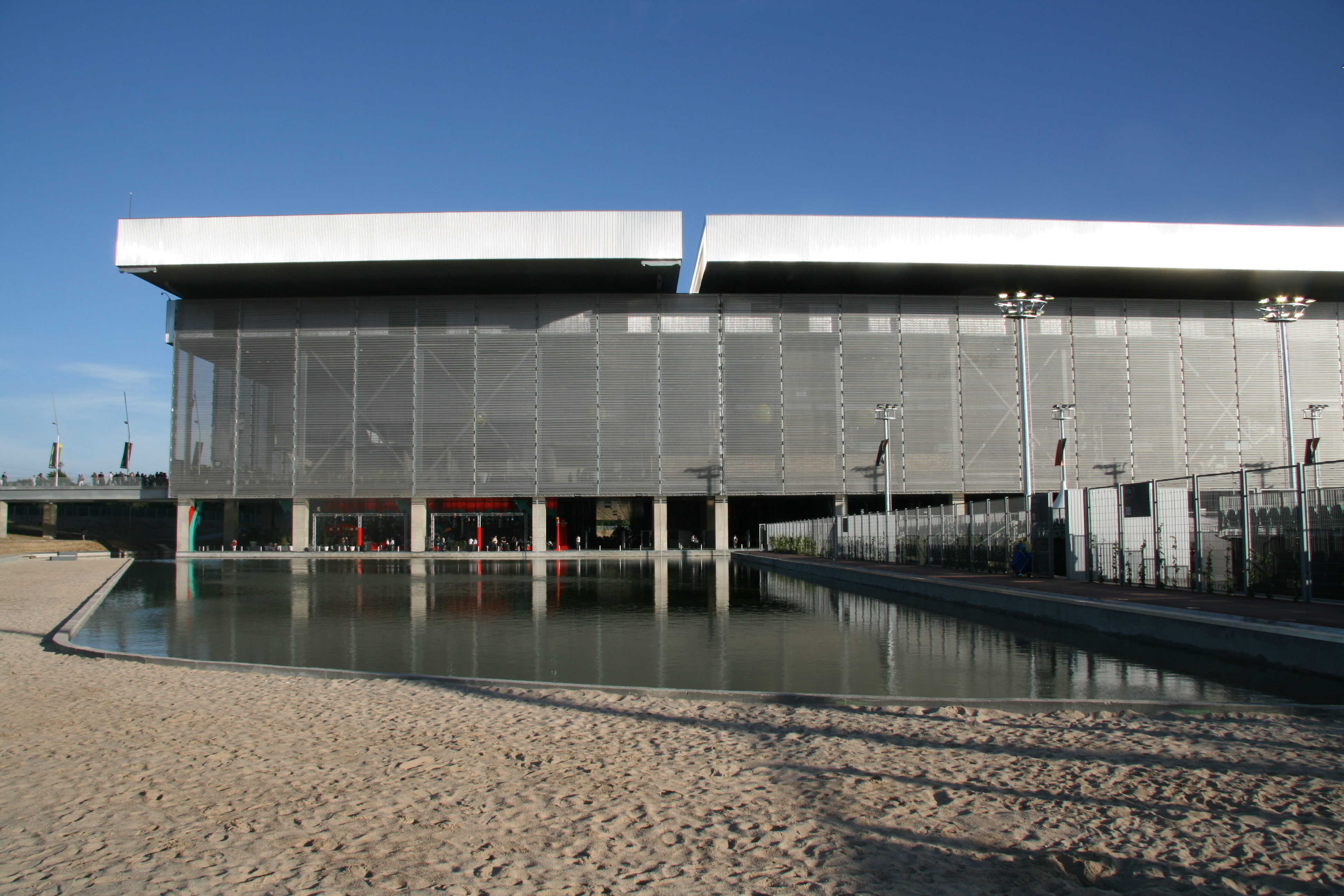
La Caja Mágica, luogo della cerimonia

## Premi[1]
I vincitori sono indicati in Grassetto.

### Miglior canzone
- Eminem (featuring Rihanna) — Love the Way You Lie
- Lady Gaga — Bad Romance
- Katy Perry (featuring Snoop Dogg) — California Gurls
- Rihanna — Rude Boy
- Usher (featuring will.i.am) — OMG

### Miglior video
- Thirty Seconds to Mars — Kings and Queens
- Eminem (featuring Rihanna) — Love the Way You Lie
- Lady Gaga (featuring Beyoncé) — Telephone
- Katy Perry (featuring Snoop Dogg) — California Gurls
- Plan B — Prayin'

### Miglior artista femminile
- Miley Cyrus
- Lady Gaga
- Katy Perry
- Rihanna
- Shakira

### Miglior artista maschile
- Justin Bieber
- Eminem
- Enrique Iglesias
- Usher
- Kanye West

### Miglior artista emergente
- B.o.B
- Justin Bieber
- Jason Derulo
- Kesha
- Plan B

### Miglior artista pop
- Miley Cyrus
- Lady Gaga
- Katy Perry
- Rihanna
- Usher

### Miglior artista Rock
- Thirty Seconds to Mars
- Kings of Leon
- Linkin Park
- Muse
- Ozzy Osbourne

### Miglior artista Alternative
- Arcade Fire
- Gorillaz
- The Gossip
- Paramore
- Vampire Weekend

### Miglior artista hip hop
- Eminem
- Snoop Dogg
- T.I.
- Lil Wayne
- Kanye West

### Icona globale
- Bon Jovi[2]

### Free Your Mind
- Shakira

### Miglior artista europeo
Marco Mengoni

## Premi regionali

### Miglior artista britannico/irlandese
- Delphic
- Ellie Goulding
- Marina and the Diamonds
- Rox
- Tinie Tempah

### Miglior artista danese
- Alphabeat
- Burhan G
- Medina
- Rasmus Seebach
- Turboweekend

### Miglior artista finlandese
- Amorphis
- Chisu
- Fintelligens
- Stam1na
- Jenni Vartiainen

### Miglior artista norvegese
- Casiokids
- Karpe Diem
- Susanne Sundfør
- Tommy Tee
- Lars Vaular

### Miglior artista svedese
- Kent
- Lazee
- Robyn
- Miike Snow
- Swedish House Mafia

### Miglior artista tedesco
- Gentleman
- Jan Delay
- Xavier Naidoo
- Sido
- Unheilig

### Miglior artista italiano
- Malika Ayane
- Dari
- Marco Mengoni
- Sonohra
- Nina Zilli

### Miglior artista olandese/belga
- Caro Emerald
- The Opposites
- Stromae
- The Van Jets
- Waylon

### Miglior artista francese
- Ben l'Oncle Soul
- David Guetta
- Phoenix
- Pony Pony Run Run
- Sexion D'Assaut[3]

### Miglior artista polacco
- Afromental
- Agnieszka Chylińska
- Hey
- Mrozu
- Tede

### Miglior artista spagnolo
- Enrique Iglesias
- Lori Meyers
- Najwa Nimri
- La Mala Rodríguez
- SFDK

### Miglior artista russo
- A-Studio
- Dima Bilan
- Noize MC
- Serebro
- Timati

### Miglior artista rumeno
- Dan Bălan
- Connect-R
- Deepcentral
- Inna
- Edward Maya and Vika Jigulina

### Miglior artista portoghese
- Deolinda
- Diabo na Cruz
- Legendary Tiger Man
- Nu Soul Family
- Orelha Negra

### Miglior artista balcanico (MTV Adria)
- Gramophonedzie
- Gibonni
- Leeloojamais
- Edo Maajka
- Negative

### Miglior artista arabo
- Joseph Attieh
- Mohamed Hamaki
- Khaled Selim

### Miglior artista ungherese
- Hősök
- Kiscsillag
- The Kolin
- Nemjuci
- Neo

### Miglior artista ucraino
- Al'oša
- Antibodies
- Maks Bars'kych
- Dio.filmy
- Kryhitka

### Miglior artista greco
- Μelisses
- Sakīs Rouvas
- Stavento[4]
- Myron Stratis
- Vegas

### Miglior artista israeliano
- Sarit Hadad
- Infected Mushroom
- Karolina
- Ivri Lider
- Hadag Nahash

### Miglior artista svizzero
- Baschi
- Greis
- Stefanie Heinzmann
- Lunik
- Marc Sway

### Miglior artista ceco e slovacco
- Ewa Farna
- Aneta Langerová
- Rytmus
- Charlie Straight
- Marek Ztracený

## Esibizioni

### Pre Show
- Thirty Seconds to Mars (featuring Kanye West) — Hurricane / Power

### Esibizioni dal vivo
- Shakira (featuring Dizzee Rascal) — Loca / Waka Waka (This Time for Africa)
- Kings of Leon — Radioactive
- Katy Perry — Firework
- Rihanna — Only Girl (in the World)
- Kid Rock — Born Free
- Linkin Park — Waiting for the End
- B.o.B (featuring Hayley Williams) — Airplanes
- Miley Cyrus — Who Owns My Heart
- Plan B — She Said
- Kesha — Tik Tok
- Bon Jovi — What Do You Got? / You Give Love a Bad Name / It's My Life